# Городское поселение посёлок Томаровка
Городско́е поселе́ние «Посёлок Томаровка» — упразднённое муниципальное образование в Яковлевском районе Белгородской области.
Административный центр — посёлок городского типа Томаровка.
19 апреля 2018 года упразднено при преобразовании Яковлевского района в городской округ.

## История
Городское поселение «Посёлок Томаровка» образовано 20 декабря 2004 года в соответствии с Законом Белгородской области № 159.

## Население
| 2010  | 2011  | 2012  | 2013  | 2014  | 2015  | 2016  |
| ----- | ----- | ----- | ----- | ----- | ----- | ----- |
| 8201  | ↘8172 | ↘8133 | ↘8111 | ↘8102 | ↘8089 | ↘8027 |
| 2017  | 2018  |       |       |       |       |       |
| ↗8031 | ↘7902 |       |       |       |       |       |

## Состав городского поселения
| № | Населённый пункт | Тип населённого пункта      | Население |
| - | ---------------- | --------------------------- | --------- |
| 1 | Волохов          | хутор                       | ↘42       |
| 2 | Кисленко         | хутор                       | ↘4        |
| 3 | Махнов           | хутор                       | ↗1        |
| 4 | Роговой          | хутор                       | ↘22       |
| 5 | Семин            | хутор                       | ↘14       |
| 6 | Томаровка        | пгт, административный центр | ↘7394     |
| 7 | Федоренков       | хутор                       | ↗13       |
| 8 | Цыхманов         | хутор                       | →11       |